# Nexus 5X
O Nexus 5X (codinome bullhead) é um smartphone com sistema operacional móvel Android fabricado pela LG Electronics, e desenvolvido e comercializado pela Google. O aparelho integra a linha Nexus de dispositivos topo de linha da empresa sediada em Mountain View. Lançado em 29 de setembro de 2015, é o sucessor do Nexus 5. Juntamente com o Nexus 6P, foi utilizado no lançamento do Android 6.0 Marshmallow, o qual introduziu uma interface renovada, melhorias de desempenho, maior integração com o Google Now e outros novos recursos. Atualmente, é um dos dos poucos smartphones que podem conectar-se via Project Fi, ao lado do Nexus 6, do Nexus 6P e do Pixel.
Em 4 de outubro de 2016, a Google apresentou o sucessor deste aparelho, o Google Pixel. De acordo com a Google, o Nexus 5X tem a garantia de receber atualizações das versões do Android até setembro de 2017.

## Especificações

### Hardware
O dispositivo possui um leitor de impressão digital na parte traseira denominado "Nexus Imprint", que pode ser utilizado por aplicativos de outros desenvolvedores. É compatível com o Project Fi, a rede móvel da própria Google.
Com o objetivo de reduzir o consumo de energia, a Google implementou uma nova tecnologia designada como "Android Sensor Hub". Trata-se de um microprocessador secundário de baixo consumo cujo propósito é executar algoritmos para detecção de movimentos de modo a monitorar diretamente o acelerômetro, o giroscópio, o leitor de impressão digital e os sensores da câmera do dispositivo. Este chip executa algoritmos de reconhecimento de atividade que o possibilitam interpretar ações e gestos independentemente do processador principal. Deste modo, a CPU principal permanece inativa até que algo requeira a sua atenção. O "Sensor Hub" reconhece quando o dispositivo é tirado do bolso e exibe automaticamente as notificações em modo econômico, em preto e branco, até que o display seja propriamente ativado. Adicionalmente, o "Sensor Hub" também suporta o loteamento de sensores de hardware, um recurso introduzido com o Android KitKat que possibilita aos sensores, por um curto período de tempo, atrasar a entrega de dados não críticos para o sistema operacional - ao contrário de enviar um fluxo constante de dados para a CPU, o que resultaria no consumo de mais energia. O loteamento de sensores tem sido usado em pedômetros de modo a evitar que o processador principal permaneça constantemente acordado para que cada passo seja aferido.
O Nexus 5X possui uma câmera principal Sony IMX377EQH5 de 12,3 megapixels (pixels de 1.55 μm) com abertura focal f/2.0, autofocus a laser e flash de LED duplo. É capaz de gravar vídeos em 4K UHD a 30 quadros por segundo e vídeos em câmera lenta a 120 quadros por segundo. O aparelho também conta com uma câmera frontal Omnivision OV5693 de 5 megapixels.
O site iFixit avaliou o Nexus 5X como um smartphone de fácil reparo, sendo os únicos problemas a ausência de uma bateria removível e o display fundido com o vidro frontal.
O Nexus 5X e o 6P foram os primeiros smartphones a utilizarem a conexão USB-C em lugar do conector no padrão Micro-USB Infelizmente, apesar do conector USB-C, a porta USB transfere dados apenas à velocidade USB 2.0 (480 Mb/s), e não à velocidade USB 3.0 (5.0 Gb/s). Além disso, o vídeo não está disponível nesta porta, de modo que adaptadores de Type-C para HDMI não funcionam. Entretanto, há suporte para USB On-The-Go. Google e LG fizeram o carregamento rápido via USB-C compatível com este dispositivo, assegurando até 4 horas de uso para 10 minutos de carga.

### Software
O smartphone originalmente vinha de fábrica com o sistema operacional Android na versão 6.0 "Marshmallow". Esta versão inclui os recursos "Now On Tap", a função de economia de bateria conhecida como "Doze", a possibilidade de editar as permissões de cada aplicativo, e suporte ao leitor de impressão digital "Google Imprint".
Em dezembro de 2015, a Google lançou o Android 6.0.1 Marshmallow para o Nexus 5X, e também para outros smartphones.
Em 22 de agosto de 2016, a Google disponibilizou o Android 7.0 Nougat para o Nexus 5X, bem como para outros aparelhos.
Em 6 de dezembro de 2016, a Google lançou o Android 7.1.1 Nougat para o Nexus 5X, assim como para vários outros dispositivos.

### Design
As opções de cores incluem carbono, quartzo e gelo. O corpo do aparelho é constituído por um polímero plástico duro, com o sensor de proximidade, o sensor de luminosidade e o alto-falante acima do display. A saída de áudio fica localizada abaixo do display, e o LED RGB de notificações, abaixo dela. A câmera frontal fica na frente do aparelho. A parte traseira do dispositivo, por sua vez, inclui uma câmera de 12,3 megapixels, o leitor de impressão digital "Google Imprint", um flash de LED duplo e o sensor de autofocus a laser da LG. De um lado do aparelho, encontra-se a entrada para o cartão nano SIM, e do outro, o botão de energia e os botões de volume. Os microfones estão no topo e na base do smartphone.

## Problemas
Alguns Nexus 5X, nos lotes iniciais, apresentavam displays amarelados, que foram substituídos pela Google.
Alguns usuários apontaram problemas de sensibilidade ao toque na tela quando o carregador de bateria estava conectado ao dispositivo.
Alguns usuários também relataram loops de inicialização espontâneos e irrecuperáveis. O problema tornou-se mais proeminente após a atualização para o Android 7.0. No entanto, usuários também alegaram estar sendo afetados no Android 6.0. Nenhum padrão claro entre as unidades afetadas surgiu e tampouco uma declaração identificando os modelos atingidos foi emitida pela LG.